# Christie Pits

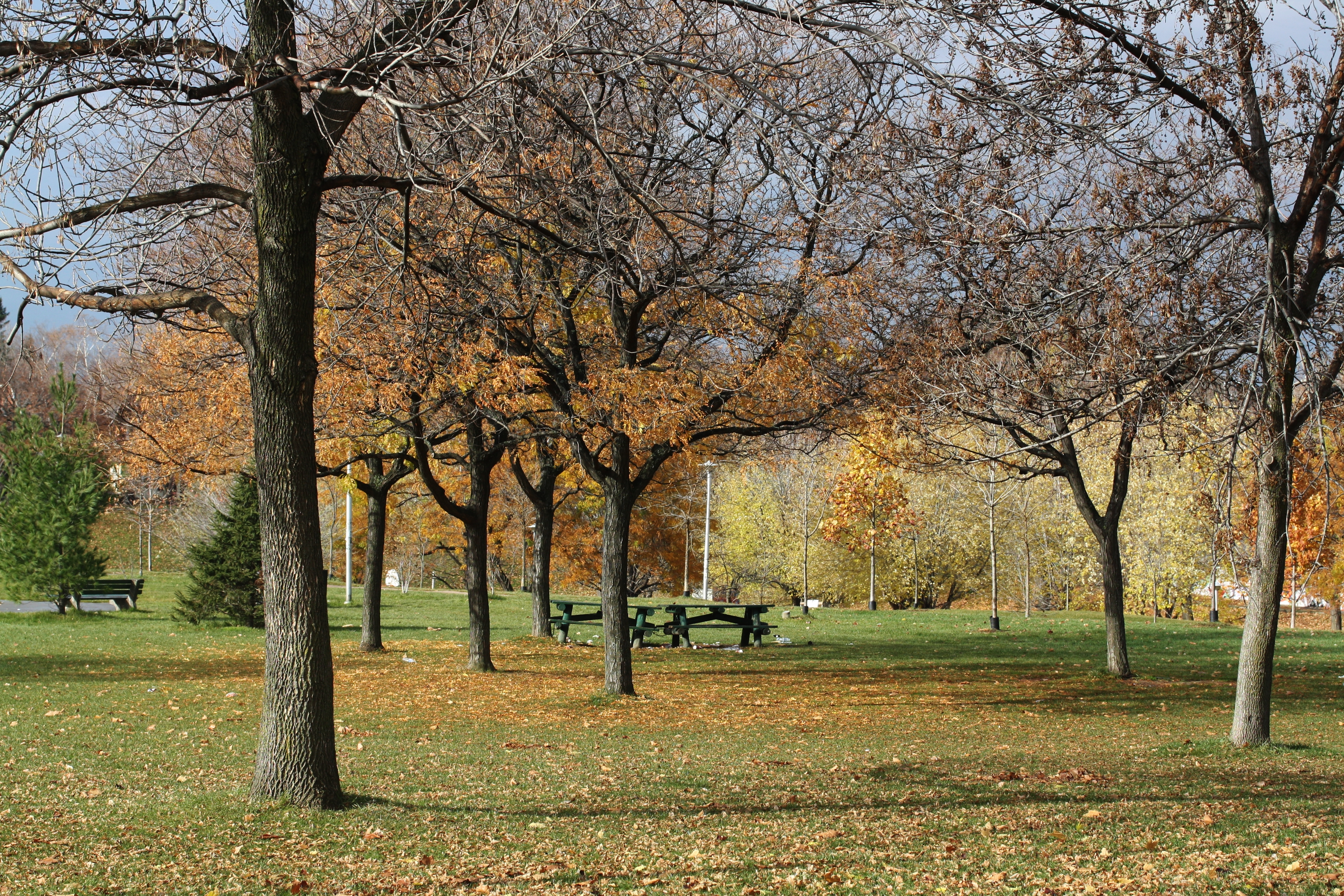
Le parc Christie Pits en novembre 2010.

Le Parc Christie Pits, auparavant Parc Willowvale, est un parc public de la ville canadienne de Toronto, Ontario, situé au 750 rue Bloor Ouest, au croisement de la rue Christie. Les environs ont une importante population coréenne et latino-américaine.
Le parc est un espace vert d'une superficie de 21,9 acres (8,9 hectares), dont la moitié est occupée par des espaces de pique-nique, et l'autre moitié de terrains destinés au sport, parmi lesquels trois terrains de baseball, des terrains de basket-ball, un terrain de soccer/rugby/football, et une piscine.